# Metaphoenia plagifera
Metaphoenia plagifera är en fjärilsart som beskrevs av Walker 1864. Metaphoenia plagifera ingår i släktet Metaphoenia och familjen nattflyn. Inga underarter finns listade i Catalogue of Life.
Den lever på Borneo. Exemplar har hittats i låglandet mellan 100 och 170 meters höjd över havet, i skog av dipterokarpväxter.